# Hans Schack
Hans Schack, född 29 oktober 1609 i  Angeln, död 27 februari 1676, var en dansk greve, riksråd och fältherre, som tillhörde en gammal mecklenburgsk adelssläkt. 
Schack tjänstgjorde i svenska hären 1630–1635 och sedan i den franska till 1651 samt inkallades 1658 till Danmark, stod 1658–1659 i spetsen för Köpenhamns försvar och upphöjdes till belöning för sin tapperhet och duglighet till fältmarskalk. Senare anförde han de danska trupperna i slaget vid Nyborg, men föll våren 1660 för en kort tid i svensk fångenskap. 
Han blev sedan riksråd, medverkade till enväldets införande och blev president i krigskollegiet samt 1671 upphöjd till greve, i det att hans gods Mögeltönderhus och Gram förenades till grevskapet Schackenborg i Nord-Slesvig.